# فرنسيس مارس
فرنسيس مارس (بالإنجليزية: Francis March) هو لغوي وكاتب أمريكي، ولد في 25 أكتوبر 1825 في ميلبوري في الولايات المتحدة، وتوفي في 9 سبتمبر 1911 في إيستون في الولايات المتحدة.

## وصلات خارجية
- فرنسيس مارس على موقع الموسوعة البريطانية (الإنجليزية)